# コンギラト

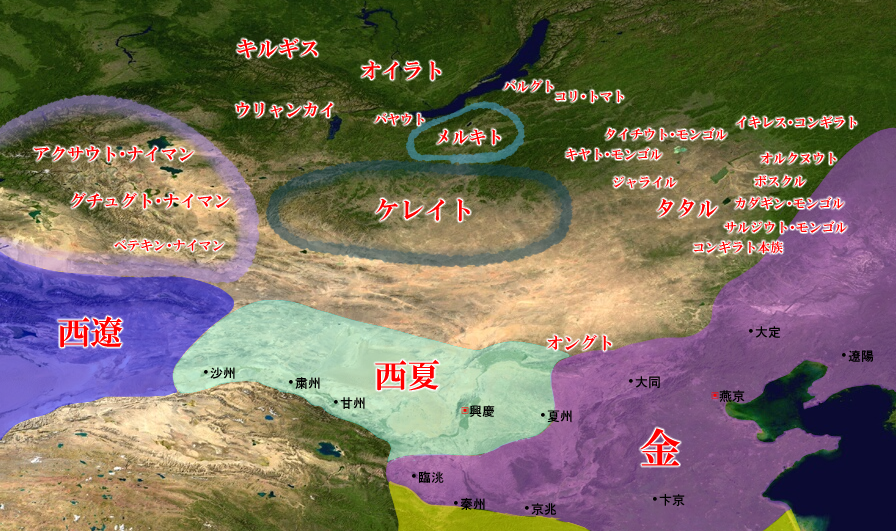
12世紀のモンゴル高原の諸部族

コンギラト（Qonggirad、モンゴル語: Хонгирад、中国語: 弘吉剌）は、モンゴル高原東部に存在したモンゴル系遊牧民族である。モンゴル帝国から元朝時代を通じてチンギス・カン家に多くの后妃（ハトゥン）を輩出しており、最も有力な姻族として繁栄した。「甕吉剌」という表記からオンギラト（ウンギラト）、現代モンゴル語発音からホンギラト（フンギラト）と記されることも多い。

## 概要

### モンゴル帝国以前の時代
ラシードゥッディーンはコンギラトの族祖伝承として、コンギラトの三人の始祖(ジュルク、クバイ・シレ、トスボダイ)は「黄金の壺」から生まれ、ジュルクからはコンギラト本族が、クバイ・シレからはイキレス氏とオルクヌウト氏が、トスボダイからはカラヌウト氏とコンクリウト氏、コルラス氏、イルジギン氏が生じたと伝えている。この「黄金の壺」とはモンゴルの族祖伝承で日月の光を受けて子を孕んだというアラン・コアと同様、将来王者となるべき者を孕む「聖なる容器」を意味するものであった。また、アラン・コア自身もコンギラト部コルラス氏の出身であって、これ以後コンギラト部はモンゴル部と恒常的に通婚関係を持つようになっていくため、二つの族祖伝承は相関的関係にあるものと見られる。
チンギス・カンの先祖の中でも曾祖父カブル・カンの妻コア・クルグ、父イェスゲイ・バートルの妻ホエルン(オルクヌウト氏)もコンギラト部の出身であった。チンギス・カンはコンギラト氏から分岐したボスクル氏のデイ・セチェンの娘ボルテを娶ったが、婚姻当時のモンゴル部は弱小勢力であったため、デイ・セチェンはこの婚姻に不賛成であったが、ボルテの弟アルチ・ノヤンの尽力によって婚姻が成立したという。チンギス・カンの弟たちもジョチ・カサルの妻アルタン(コルラス氏)やテムゲ・オッチギンの妻スンドクチン(オルクヌウト氏)のようにコンギラトに屬する各氏族から妻を娶っていたが、チンギス・カン以後、その子孫は殆どがアルチ・ノヤンの子孫から妻を娶るようになった。
また、中国の正史には遼朝末期よりその名が知られており、金朝が遼を滅ぼした際にモンゴリアのトーラ川に逃れた耶律大石は現地の諸部族を集めて自立したが、その中に「王紀剌(オンギラト)」の名がある。金朝の章宗時代には、「広吉剌(コンギラト)」が諸部を脅かして塞に入ったため、宗浩が軍を率いて遠征したことが記録されている。

### モンゴル帝国時代
1206年、チンギス・カンがモンゴリアを統一してモンゴル帝国を建国すると、アルチ・ノヤンの家系は有力姻族として重視されるようになった。「姉妹交換婚」によってアルチ・ノヤンの息子チグゥがチンギス・カンの娘トマルンを娶り、チンギス・カンの長男ジョチがアルチ・ノヤンの娘オキ・フジンを娶った。またチンギス・カンの次子チャガタイもアルチ・ノヤンの従兄弟カタ・ノヤンの娘イェスルンを娶っていたが、オゴデイ、トルイは有力姻族たるコンギラトの女性と結婚することができなかった。しかしチンギス・カンの孫の世代になるとオゴデイ家とトゥルイ家が積極的にアルチ・ノヤン家と婚姻を結ぶようになり、オゴデイの息子クチュがアルチ・ノヤンの孫娘カタカシを娶り、アルチ・ノヤンの孫ノカがオゴデイの娘ソルカカンを娶った。トゥルイ家では長子モンケがアルチ・ノヤン家出身ではないもののコンギラト出身の妃を三人娶り、早世した次男ジョリケがアルチ・ノヤンの娘ブルガイを娶り、クビライもアルチ・ノヤンの娘チャブイを娶った。
しかし、同時期にオイラト部のクドカ・ベキ家がアルチ・ノヤン家に次ぐ有力姻族として急速に婚姻関係を広めており、ジョチ家とチャガタイ家やアルチ・ノヤン家と姻戚関係を結べなかったトゥルイ家のフレグとアリクブケがクドカ・ベキ家の女性を娶った。加えて新にカアンとなったモンケによってオゴデイ家に弾圧が加えられ、モンケ自身もクドカ・ベキ家との婚姻関係を重視するようになったため、一時的にアルチ・ノヤン家の地位は低下した。

### 元朝時代
モンケ・カアンの死後、カアン位を巡ってクビライとアリク・ブケの間でモンゴル帝国帝位継承戦争勃発したが、クビライを支持する勢力には姻族コンギラトを含む「左手の五投下」があり、アリク・ブケを支持する最大の勢力は姻族オイラトであった。継承戦争の後、クビライがオイラトのクトカ・ベキ家を姻族とするアリクブケを破ってカアンとなったことで、再びコンギラトのアルチ・ノヤン家が最有力姻族として重視されるようになった。
クビライとチャブイの間に生まれたチンキムは皇太子として朝政に加わり、政敵アフマド・ファナーカティーの死後は臣下としては最大の権力を持つに至った。チンキムが父クビライに先立って急死するとその膨大な遺産は同じくコンギラト部出身の妻のココジンが管理することになり、ココジンはクビライ死後のクリルタイを主催するなどテムル・カアン時代初期まで大きな影響力を持った。
クビライの孫テムル・カアンは最初コンギラト部出身のシリンダリを妻としていたが早くに亡くなり、カアンに即位した後はバヤウト部出身のブルガン皇后が権力を握った。ブルガンはテムルが跡継ぎがいないまま亡くなった際、テムルの兄ダルマバラとコンギラト部出身のダギとの間に生まれた子供(カイシャンとアユルバルワダ)がカアン位に即くのを嫌い、安西王アナンダを後継者にしようとした。しかし、コンギラト派の臣下の工作によってダギとアユルバルワダがクーデターを起こし、最終的にカイシャンが新たなカアンとなった。
武宗、仁宗、英宗の三代に渡ってダギは皇帝の母或いは祖母として絶大な権力を振るい、時にはカアンの言葉よりダギの言葉の方が優先されることもあった。英宗シデバラはこの現状に不満を抱き、ダギの死後に改革を実行しようとしたが、守旧派の反対を受け、最後には御史大夫テクシらに暗殺されることとなった。
コンギラト派に属する反英宗の勢力は非コンギラトの妃から生まれた武宗カイシャンの息子を戴くことはできず、コンギラト出身のブヤンケルミシュを母に持つイェスン・テムルが新たなカアンとなった。岡田英弘は『元朝秘史』に「コンギラトは后妃を輩出することで権勢を保つ一族である」という一節があるのは、コンギラト勢力の絶頂期にあったイェスン・テムル即位時のクリルタイの際に編纂されたためである、という説を出している。
イェスン・テムルの死後、次代のカアンを巡って内乱が勃発し(天暦の内乱)、イェスン・テムルの息子アリギバは廃されカイシャンの息子コシラとトク・テムルがカアンとなった。天暦の内乱によって宮廷の守旧派も排斥され、コンギラト派が以前のように大きな権勢を持つ事もなくなった。

### 北元時代
1368年、明朝が興るとコンギラト部の所領も攻撃を受け、一時的にハーンのトゴン・テムルが逃れていた応昌は1370年に明軍の攻撃によって陥落した。元朝時代の「左手の五投下」の中ではジャライル部のナガチュのみが長く明朝に対抗したが、1387年に明朝への降伏を余儀なくされた。この際に、明軍の攻撃を逃れた人々がフルンボイル地方に逃れており、これが後のハルハ・トゥメンに発展したものと見られる。以後100年ほどの空白期間を経て、コンギラトは内ハルハ5部の一つとして再び史料上に記されるようになる。
17世紀以降に編纂されたモンゴル語年代記でもハルハ・トゥメン傘下の部族としてコンギラトの活動が記されており、コンギラトのアサリ太保(Asali tayibu,エセレイとも)がボライ太師らとともにエセン・ハーンに殺されそうになったバヤン・モンケを護送したことや、ダヤン・ハーンの右翼征討時にバートル・クリスンが活躍したことなどが記録されている。しかし、ダヤン・ハーンの右翼征討以後はコンギラトの名を記されることは少なくなり、代わって「内ハルハ五部」の中ではジャルート部について多く記されるようになるため、この頃に内ハルハで最も有力な部族がハルハからジャルートに代わられたものと推測されている。

## 構成氏族
- コンギラト（オンギラト）(Onggirad,Qonggirad)氏族
- イキレス（イキラス）(Ikirās)氏族
- オルクヌウト(Olqunūt)氏族
- カラヌウト(Qaranūt)氏族
- コンクリウト(Qonqliūt)氏族
- コルラス(Qorlās)氏族
- エルジギン(Eljigin)氏族
- ボスクル(Bosqūl)氏族

## コンギラト出身の后妃
- イェスゲイ・バートルの妻ホエルン(宣懿太后)
- チンギス・カンの正妃ボルテ(光献翼聖皇后)
- モンケの正妃フトクタイ(貞節皇后)
- モンケの皇后イェスル
- クビライの正妃チャブイ(昭睿順聖皇后)
- クビライの皇后ナムブイ
- チンキムの正妃ココジン(徽仁裕聖皇后)
- テムルの正妃シリンダリ(貞慈静懿皇后)
- ダルマバラの正妃ダギ(昭献元聖皇后)
- カイシャンの正妃ジンゲ(宣慈恵聖皇后)
- アユルバルワダの正妃ラトナシリ(荘懿慈聖皇后)
- カマラの正妃ブヤンケルミシュ(宣懿淑聖皇后)
- イェスン・テムルの皇后バブカン
- トク・テムルの皇后ブダシリ
- イリンジバルの皇后ダリエテミシ
- トゴン・テムルの皇后バヤン・クトゥク